# 金建希
金 建希（キム・ゴニ、キム・ゴンヒ、韓国語: 김건희、Kim Kun-hee、1972年9月12日 - ）は、大韓民国の女性実業家。元韓国大統領の尹錫悦の妻。本貫は善山金氏。2000年代以前の本名は金命新（キム・ミョンシン、김명신）であった。

## 来歴

### 生い立ち
京畿道楊平郡出身。父親は東山建設の代表を務めた金珖燮（キム・グァンソプ）、母親は崔銀順（チェ・ウンスン）。
明逸女子高等学校を経て1996年に京畿大学校芸術学部絵画科を卒業した。1999年に淑明女子大学校大学院美術教育専攻で修士号を、2008年に国民大学校テクノデザイン大学院で博士号を、2012年にソウル大学校で経営専門修士号を取得した。
翰林聖心大学校、瑞逸大学校、ソウル情報技能大学校、水原女子大学校、安養大学校、国民大学校の美術講師や兼任教授を務める。
2006年にソウル特別市瑞草区の高級マンション・アクロビスタの一室を購入した。
2009年、文化芸術展示企画会社「コバナコンテンツ」を設立し、代表取締役社長に就任した。

### 尹錫悦と結婚
2010年から検察官だった尹錫悦と交際を始めた。紹介したのは建設会社の三扶土建（サムブ土建、삼부토건）のチョ・ナムウク会長。同年に尹錫悦は金建希のアクロビスタの住居に移ったとされる。
2012年3月11日、尹錫悦と大検察庁で結婚式を挙げた。瑞草区役所は、金建希名義のアクロビスタのマンションを税の滞納で2012年11月、2013年11月、2015年1月と3回差し押さえた。
2016年12月6日から2017年3月26日にかけて、金建希が代表を務めるコバナコンテンツはソウル特別市瑞草区のハンガラムデザイン美術館で「現代建築の父 ル・コルビュジエ展」を開催した。会期中の2017年、「コンジン法師」と呼ばれる呪術師のチョン・ソンベと、忠清北道忠州市の日光寺のヘウ僧侶が訪れ、金建希は二人を案内した。ヘウ僧侶はチョン・ソンベの師匠とされる。チョン・ソンベはその後、コバナコンテンツの顧問となった。
2020年に夫の尹錫悦の秋美愛法務部長官との対立過程において、金は各種展示会を通じて企業から協賛金を収受したという疑惑も提起された。2021年6月時点で約70億ウォンの財産を保有していた。

### 2022年大統領選挙
2021年11月5日、国民の力の全党大会が行われ、4人の大統領候補者の中から尹錫悦が選出された。
同年11月15日、インターネットメディア「ソウルの声」で記者と通話。女性が性的被害を訴える「＃MeToo」をめぐり、「表面化するのは金を渡さないからだ」などと述べ、運動を否定。また、元秘書に性的な暴行をしたとして2019年9月に有罪判決が確定した元忠清南道知事の安熙正を擁護するような発言もした。
同年12月15日、大統領選挙の対立政党である共に民主党側から2007年に水原女子大学校の教員採用に応募した際に提出した経歴や、2013年に安養大学校に提出した履歴書に虚偽の記載があったなどの疑惑を指摘されていたことについて、謝罪した。夫の尹錫悦は「適切と思われる」とコメントした。また、学位論文剽窃などの疑惑も提起された。さらに、秋美愛ら民主党側議員から過去にホステスとして働いた噂も提起されたが、金建希は、当時勉強に忙しかったため、アルバイトをする時間はなかったと否定した。
2022年1月16日、MBCの調査報道番組『探査計画ストレート』は、前述の「ソウルの声」記者と金建希の通話内容を公開した。MBCが放送することに対し、金建希は「私的な通話の違法な公開であり、選挙介入だ」として中止を求める仮処分を事前に申請したが、裁判所は同月14日、大統領候補の妻であり「公的な人物だ」と判断。一部を不許可としたうえで、放送を認めた。
同年1月17日、前述のチョン・ソンベが尹錫悦の選対本部の下部組織で顧問の肩書で活動していることが判明した。チョンは金建希の紹介で陣営に入り、尹のメッセージや日程、人事に関与するなど、選対本部全般に影響力を行使した。チョンの娘も尹の選対で、国民の力の候補者選挙の時から同月初めまでの期間、SNSや写真撮影などの業務を担当していた。
同年3月9日、大統領選挙が行われ、尹錫悦が共に民主党の李在明を小差で破り第20代大統領に当選した。当選後、金は「令夫人」（大統領夫人への敬称）の呼称は望ましくなく、「大統領配偶者」と呼ぶべきだとの意見を示した。金が代表を務めるコバナコンテンツで10年以上勤務してきたユ・ギョンオク（유경옥、女性）は大統領室行政官となり、金を補佐した。
同年3月22日、世界平和統一家庭連合（統一教会）世界本部長のユン・ヨンホ（윤영호）は、当選した尹錫悦と大統領職引受委員会事務所で面会した。ユン・ヨンホの手帳には教団側が請託しようとした事業についての内容が記されていた。ユン・ヨンホは4月から7月にかけて、チョン・ソンベを通じて、以下の3点の貴金属を金建希に贈った。ユン・ヨンホはこれらの物品の購入を、妻で教団の財政局長を務めていたイ・シネに行わせた。
1. シャネルのバッグ。802万ウォン（約83万円）。4月6日に購入。5月10日の尹錫悦の大統領就任式の招待請託用とされる[42][43]。
2. シャネルのバッグ。1271万ウォン（約132万円）。6月24日にソウル市松坡区ロッテ百貨店チャムシル店で購入[42][43]。教団のカンボジア事業に関連するものとされ、韓国政府は6月13日、カンボジアに対する対外経済協力基金次官支援限度額（5年間）を既存の7億ドルから15億ドルに大幅に増やした[44][42][45]。
3. グラフのダイヤモンドのネックレス。6220万ウォン（約643万円）。7月29日にソウル市江南区ギャラリア百貨店で購入。8月11日から15日にかけて行われた天宙平和連合主催の「サミットおよび指導者会議2022」への教育部長官の招待請託用とされる[42][46]。

同年3月30日、金建希は携帯電話からユン・ヨンホに電話をかけ、「この番号は私が秘密にしている番号だから、意見があるときはこの番号に文字で送ってくれればいい」と伝えた。この番号は、チョン・ソンベの携帯電話に「ゴニ2」という名前で登録されている、末尾が「8563」で終わる番号と同じものだった。ユンが「教会だけでなく学校、企業体まで大統領選挙に総動員したのは初めてです」と話すと、金は「たくさん書いてくれてありがとう」と答えた。
同年4月19日、チョン・ソンベは上記の金建希の番号にメールし、大統領就任式への統一教会関係者4人の招待を依頼した。そしてユン・ヨンホ、学校法人鮮鶴学院理事長の文姸娥（ムン・ヨナ）ら4人の名簿を金建希側に提出した。文姸娥は、文鮮明の長男の文孝進の2番目の妻。
同年6月13日、ボンハ村を訪問し、故盧武鉉元大統領夫人の権良淑と対談した。これが、尹大統領就任後初の金の公式日程となった。盧武鉉の墓参をした際、黒いTシャツ姿の女性が同行した。女性はコバナコンテンツの専務であることがのちに発覚し、訪問趣旨と関係のない知人が大統領警護処が警護する行事に参加したことで、物議を醸した。このボンハ村訪問には前述のユ・ギョンオクも同行した。
同年9月7日、ロボット犬輸入業者代表のソ・ソンビン（서성빈）はアクロビスタの金の自宅を訪れ、時計ブランド「ヴァシュロン・コンスタンタン」のアメリカンヒストリー1921モデル時計を贈った。ソは5400万ウォンのこの時計を店頭で「VIP割引」を受けて3500万ウォンで購入したとされる。同月、ソが運営する事業体は、大統領警護処と大統領執務室警護用ロボット犬の随意契約を結んだ。
2023年3月16日、尹錫悦大統領が就任以来初めて来日した。同行した金建希は翌17日、安藤忠雄と会い、安藤が制作し、「永遠の青春」と名付けた青リンゴのオブジェについて語り合った。
2024年10月17日、ドイツ・モーターズの株価操作事件をめぐり、ソウル中央地方検察庁は、金が資本市場法の罪にならないと結論付け、不起訴処分とした。
同年11月15日、検察は、金建希が2022年6月1日に行われた国会議員補欠選挙で国民の力の公認候補選びに不当に介入したとされる疑惑をめぐり、世論調査会社「未来韓国研究所」の実質的運営者のミョン・テギュンと、当時公認候補に選ばれた前議員の金映宣（キム・ヨンソン）を逮捕した。金映宣はその年、昌原市義昌区選挙区から立候補し、共に民主党のキム・ジスを破り当選を果たすが、自身は比例代表で2度、京畿道高陽市の選挙区で2度当選した首都圏を地盤とする政治家だったため、当時から「上層部介入説」は噂されていた。ミョンは金建希から500万ウォンを受け取るとともに、金映宣から公認の見返りに7600万ウォンを受け取ったとされる。
同年11月26日、尹大統領は「金建希株価操作事件などの真相究明のための特別検察官法」案に対し拒否権を行使した。金建希特検法に対する拒否権行使はこれで3度目。尹は翌27日に行われた国民向け談話と記者会見で、当該特検法は憲法に反するものだと強調した。同月21日に公開された全国指標調査結果によると、金建希特検法について64％が賛成、26％が反対と回答していた。
同年12月3日22時28分、尹大統領は生放送のテレビ演説において、非常戒厳を宣言した（2024年大韓民国非常戒厳令）。金建希は発効1時間前まで3時間にわたってソウル市江南区の新沙駅近くの美容整形外科にいたことが確認されている。

### 2025年大統領弾劾成立後
2025年4月4日、大統領弾劾成立により、尹錫悦は罷免された。同年4月30日、ソウル南部地方検察庁はソウル特別市瑞草区のアクロビスタにある尹錫悦・金建希夫妻の自宅の家宅捜索に着手した。検察は、ユン・ヨンホが統一教会総裁の韓鶴子の指示により、尹錫悦・金建希夫妻にカンボジア開発事業の支援など5つの案件を請託した疑いがあるとして捜査を進めている。
同年6月10日、韓国政府は尹錫悦が出した非常戒厳の真相究明や金建希をめぐる複数の疑惑について捜査するための「特別検察官法」を閣議決定した。
同年7月25日、金建希の疑惑を捜査する特別検察官チームは、尹錫悦・金建希夫妻のアクロビスタの自宅、アクロビスタ地下商店街にあるコバナコンテンツの事務所と協賛社のCom2uSの事務所、金建希の実母のチェ・ウンスンと実兄のキム・ジンウの松坡区の自宅、キム・ジンウが代表を務める不動産開発会社ESI&Dの事務所、京畿道南楊州市の療養病院など、金一家に関連する10か所に捜査官を派遣し、一斉に家宅捜索を行った。
同年8月6日、金建希は特別検察官チームの事務所に初めて出頭し、10時半頃から18時頃にかけて取り調べを受けた。特別検察官は金の16の疑惑を捜査対象としている。
同年8月12日、ソウル中央地方裁判所は午前10時10分から約4時間にわたり、金建希の審問を実施。同日23時53分頃、同地裁は金に対する逮捕状（拘束令状）の発布を決定。特別検察官は令状の発付を受け、ソウル南部拘置所で待機していた金を逮捕した。　
同年8月18日、金建希と尹錫悦に非常戒厳令の共同責任を追及する損害賠償請求訴訟がソウル中央地裁で起こされた。キム・ギョンホ弁護士は市民1万2225人の代理人として、1人当たり10万ウォン（約1万1000円）の慰謝料を請求した。選定当事者訴訟であるため、訴訟が終了するまで参加希望者を募ることができる。

## 親族
- 尹錫悦 - 夫。2012年3月11日に結婚[88]。

- 金珖燮（キム・グァンソプ、김광섭） - 父親。1987年に死去した[9]。

- 崔銀順（チェ・ウンスン、최은순） - 母親。医療資格はなかったが、2013年に医療機関を設立した。2020年11月、国民健康保険公団から22億9000万ウォンをだまし取ったとして起訴された。2021年7月2日、医療法違反及び特定経済犯罪加重処罰に関する法律における詐欺の罪により、1審裁判で懲役3年を宣告され[89]、2審裁判で無罪を宣告された。通帳の残高証明書偽造で懲役1年の刑を受けたのち、2024年5月8日に仮釈放された[90]。

- 金忠植（キム・チュンシク、김충식） - 母親の崔銀順と長く内縁関係にある。1939年に日本の関西地方に生まれ、韓国の全羅南道宝城郡で育った。日本で国際勝共連合の活動に従事した。韓国教養文化院院長などの肩書を持つ[91][92][93]。

- 金塡祐（キム・ジンウ、김진우） - 兄。不動産開発会社ESI&Dの代表取締役を母親から引き継いだ[94][95]。2023年5月12日、楊平・公興地区の開発事業をめぐり、開発負担金の軽減を受けようとして関連書類を偽造・提出した疑いで、京畿南部警察庁によって書類送検された。一方、金建希とチェ・ウンスンについては不送致が決定された[96]。2025年7月28日、金建希の疑惑を捜査する特別検察官チームはキム・ジンウを召喚した[95]。

## ギャラリー

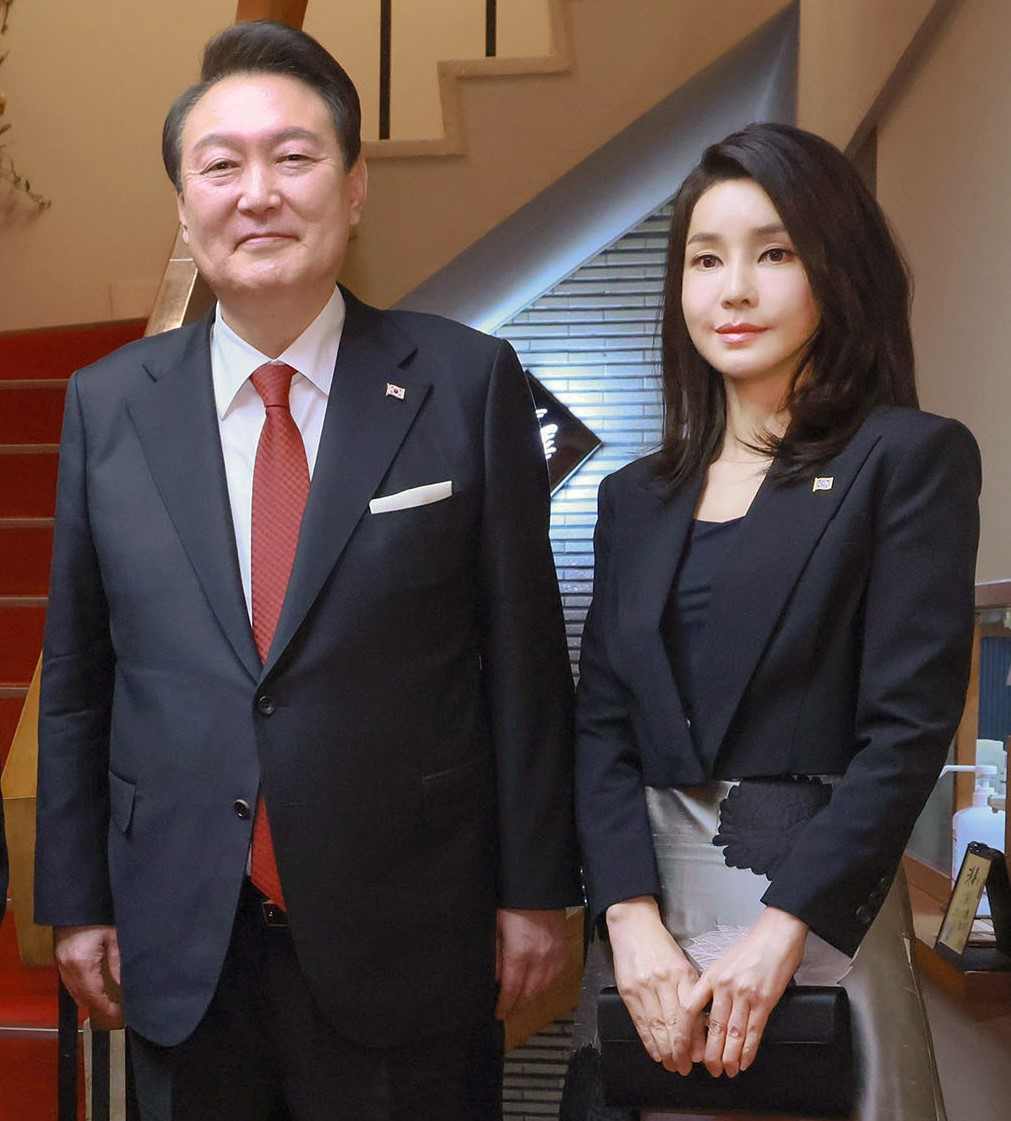
尹錫悦、金建希（2023年3月16日）
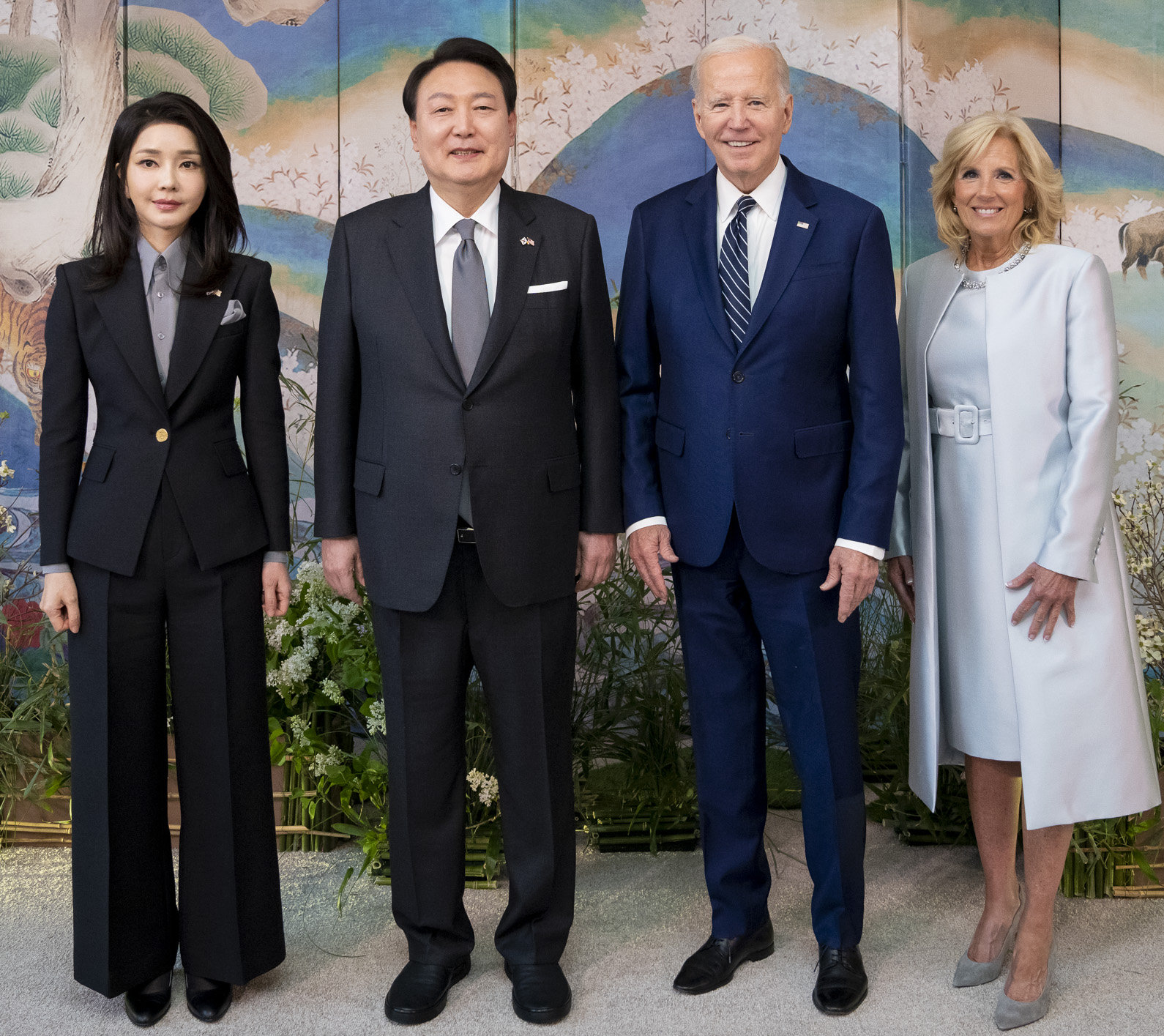
金建希、尹錫悦、ジョー・バイデン、ジル・バイデン（2023年4月25日）
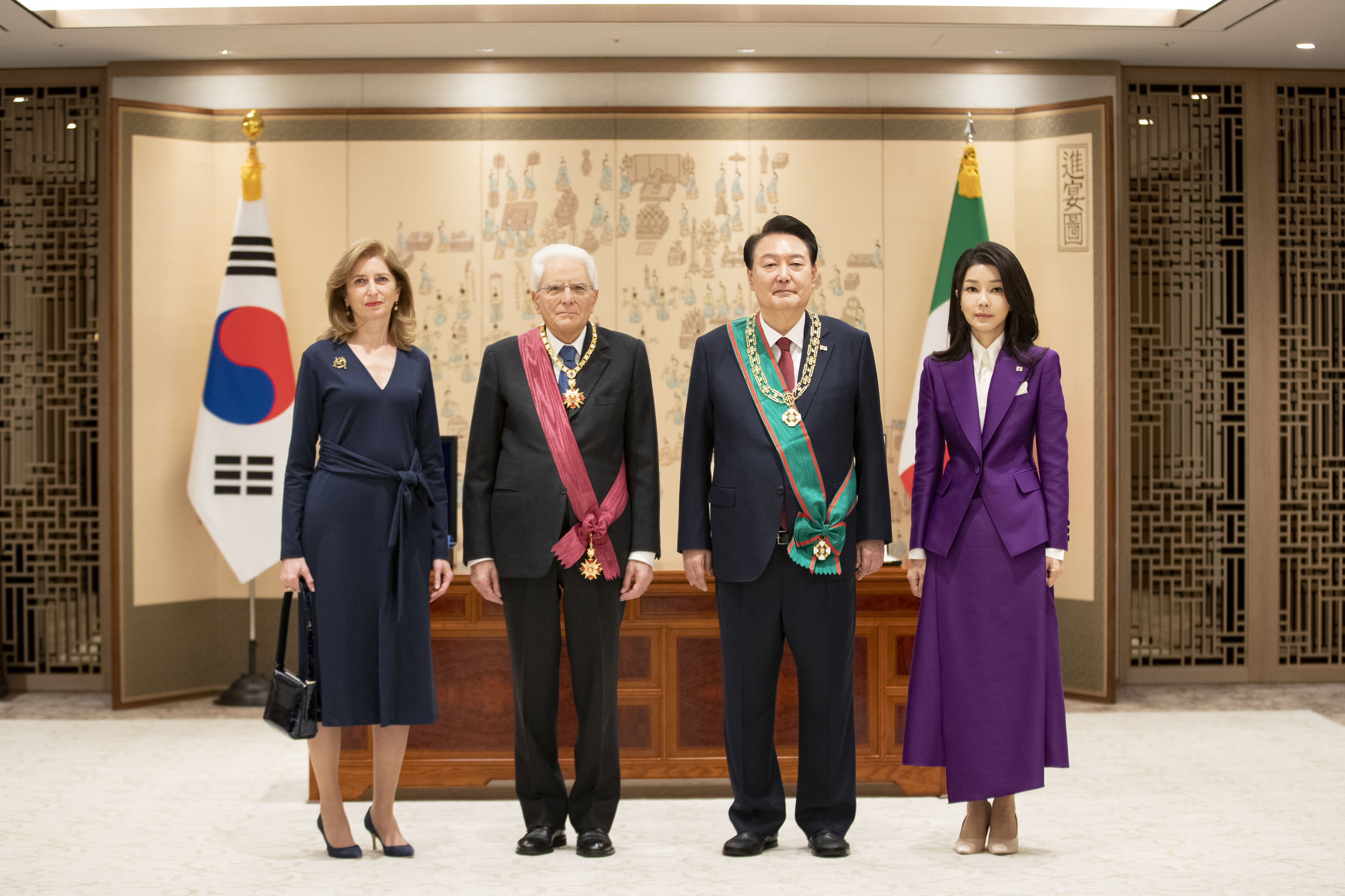
セルジョ・マッタレッラ、長女のラウラ・マッテレッラ、尹錫悦、金建希（2023年11月8日）
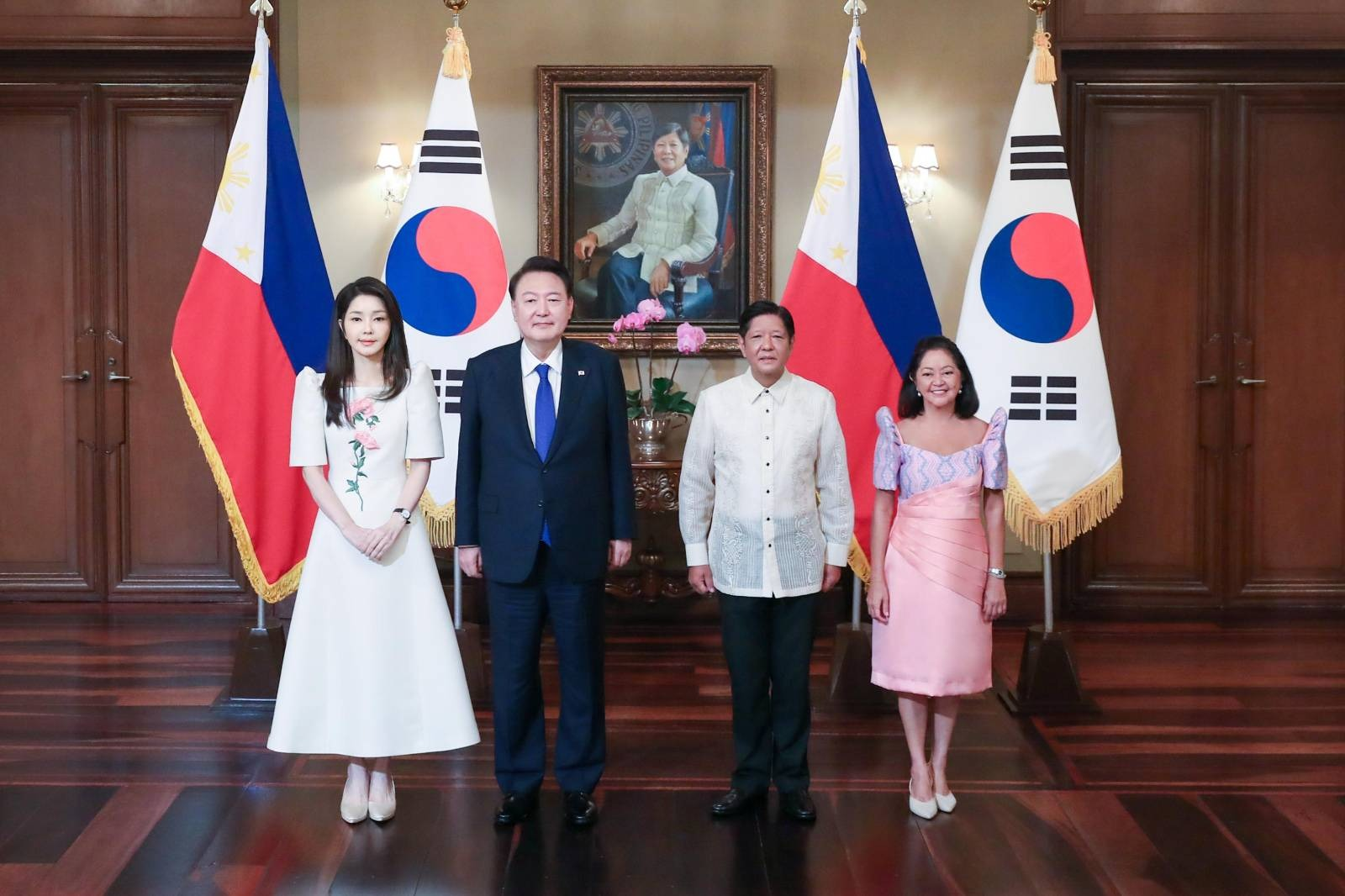
金建希、尹錫悦、ボンボン・マルコス、妻のルイーズ・アラネタ・マルコス（2024年10月7日）